# 752 (číslo)
Sedm set padesát dva je přirozené číslo. Následuje po čísle sedm set padesát jedna a předchází číslu sedm set padesát tři. Římskými číslicemi se zapisuje DCCLII a řeckými číslicemi ψνβ.

## Matematika
752 je:
- Deficientní číslo
- Složené číslo
- Nešťastné číslo

## Astronomie
- (752) Sulamitis je planetka hlavního pásu, kterou objevil v roce 1913 Grigory Neujmin

## Roky
- 752
- 752 př. n. l.